# ۶ کله‌پوک
۶ کله‌پوک (انگلیسی: The Ridiculous 6) فیلمی در ژانر وسترن کمدی اکشن به کارگردانی فرانک کوراکی و نویسندگی تیم هرلیهی و آدام سندلر است که در سال ۲۰۱۵ منتشر شد.
این فیلم که در ۱۱ دسامبر ۲۰۱۵ در سراسر جهان از طریق نتفلیکس منتشر شد، مورد انتقاد شدید منتقدان قرار گرفت و یکی از معدود فیلم‌هایی است که امتیاز ۰٪ را در وبگاه راتن تومیتوز دریافت کرده است.

## بازیگران
- آدام سندلر
- تری کروس
- خورخه گارسیا
- تیلور لاتنر
- راب اشنایدر
- لوک ویلسون
- استیو بوشمی
- ویل فورته
- هاروی کایتل
- نیک نولتی
- دیوید اسپید
- دنی ترخو
- استیو زان
- ویتنی کامینگز
- جان لاویتس
- نرم مک‌دانلد
- کریس پارنل
- بلیک شلتون
- نیک اسواردسون
- جان تورتورو
- وانیلا آیس
- لاول کرافورد
- دن پاتریک